# Calcatoggio
Calcatoggio (korsisch Calcatoghju) ist eine Gemeinde auf der französischen Mittelmeerinsel Korsika. Sie gehört zum Département Corse-du-Sud, zum Arrondissement Ajaccio und zum Kanton Sevi-Sorru-Cinarca. Sie grenzt im Westen an das Mittelmeer, im Norden an Sant’Andréa-d’Orcino, im Osten an Valle-di-Mezzana und im Süden an Appietto. Das Siedlungsgebiet liegt auf ungefähr 300 Metern über dem Meeresspiegel.

## Bevölkerungsentwicklung
| Jahr      | 1962 | 1968 | 1975 | 1982 | 1990 | 1999 | 2008 | 2012 |
| --------- | ---- | ---- | ---- | ---- | ---- | ---- | ---- | ---- |
| Einwohner | 429  | 422  | 396  | 332  | 357  | 356  | 490  | 532  |

## Wirtschaft
Calcatoggio ist eine der 36 Gemeinden mit zugelassenen Rebflächen des Weinbaugebietes Ajaccio.